# 한국철도공사 392000호대 전동차
한국철도공사 392000호대 전동차는 대경선 운행용으로 도입된 한국철도공사의 통근형 전동차다. 현재 총 2량 9개 편성(18량)이 운행하고 있다.

## 특징
경전철이 아닌 중ㆍ대형전철 중에서는 4량으로 편성된 경강선을 비롯한 서해선, 동해선 광역전철과는 달리, 전국에서 최초로 유일무이하게 2량 1편성으로 설계 및 제작된 차량이다.
2칸에 모두 동력이 있어 기존 동력차ㆍ무동력차에 분산된 기기가 각 차량에 모두 배치되며 1위측에는 무동력 대차, 2위측에는 동력 대차를 사용하여 동력비는 1:1로 기존 전동차와 동일하다. 그러나 최근 충청권(393000호대)에도 대경선과 같은규격으로 만들어져서 전국 유일은 2량전철은 깨지게 될 예정이다.

## 현황
2024년 12월 14일에 개통하는 대경선 광역전철 구미 ~ 경산 구간 운행을 위해 도입되었다.
| 차호       | 도입 시기 | 운행 중단 시기 | 비고 |
| ---------- | --------- | -------------- | ---- |
| 39201 편성 | 2023년    | 운행 중        |      |
| 39202 편성 | 2023년    | 운행 중        |      |
| 39203 편성 | 2023년    | 운행 중        |      |
| 39204 편성 | 2023년    | 운행 중        |      |
| 39205 편성 | 2023년    | 운행 중        |      |
| 39206 편성 | 2023년    | 운행 중        |      |
| 39207 편성 | 2023년    | 운행 중        |      |
| 39208 편성 | 2024년    | 운행 중        |      |
| 39209 편성 | 2024년    | 운행 중        |      |

## 배속
- 39201~39209편성: 대구차량사업소 소속, 2량

## 현재 운행구간
- ● 대경선: 구미 - 경산

## 같이 보기
- ● 대경선
- 한국철도공사
- 경부선
- 한국철도공사 371000호대 전동차
- 한국철도공사 381000호대 전동차
- 한국철도공사 391000호대 전동차
- 한국철도공사 393000호대 전동차